# Exakestidas
Exakestidas, (in greco antico: ᾿Εξακεστίδας?) (fl. V secolo a.C.), è stato un medaglista e un incisore di coni greco antico, attivo alla fine del V secolo a.C. a Camarina.

## Biografia
Exakestidas è stato un incisore di conii siciliano attivo alla fine del V secolo che ha firmato due tetradracmi e un didracma di Camarina. Non abbiamo altre notizie su questo incisore oltre alle firme poste sui conii da lui incisi.
La firma si presenta o per esteso, ΕΞΑΚΕΣΤΙΔΑΣ, o abbreviata, ΕΞΑΚΕΣ. 

### Le monete
La didracma presenta al dritto la testa del dio fluviale Hipparis e al rovescio la ninfa Camarina.
Hipparis è raffigurato come un giovane, dotato di corna (toro androprosopo), i capelli sono fissati con un diadema. Sotto il taglio del collo c'è la firma, ΕΞΑΚΕ mentre l'etnico è ΚΑΜΑΡΙΝΑΙΟΝ (kamarinaion, cioè degli abitanti di Camarina).
La ninfa Camarina è raffigurata seduta su un cigno, che nuota, ad ali aperte. La ninfa è identificata dal nome ΚΑΜΑΡΙΝΑ (kamarina), tiene sollevato in alto il peplo gonfiato.
Il primo tetradramma presenta su un lato la testa giovanile di Eracle e sull'altro una quadriga veloce.
Testa di Eracle, volto a sinistra, ha come copricapo una pelle di leone; l'etnico, ΚΑΜΑΡΙΝΑΙΟΝ, è situato davanti e tutto è raccolto entro un leggero cerchio incuso.
Nell'altro lato c'è Atena, con l'elmo ornato da lungo cimiero e con il chitone, guida una quadriga veloce che corre verso destra, con la mano destra tiene il kentron e con la sinistra le redini; in alto una Nike in volo verso sinistra, la incorona con una corona di alloro adorna di nastri; sulla linea di esergo, con caratteri minuti, c'è la firma, EΞAKEΣTIΔAΣ; in esergo sono raffigurate due anfore. Le anfore in esergo sono collegate tra loro da una linea e sono interpretate come il premio per una corsa di carri in onore della dea e quindi piene dell'olio a lei sacro.
L'altro tetradramma presenta gli stessi tipi con una variante: davanti alla testa di Eracle è raffigurato un dittico e sulle due pagine c'è la firma nella forma  EΞA / KEΣ.